# 大星三松
大星 三松（おおほし さんまつ、1874年2月4日 - 1949年10月23日）は、日本の実業家で、大星組創業者。福井県出身。号は「讃平」。
福井の大工職人の大星重次郎の三子として生まれ、1890年北海道に兄と共に移住。1901年までは、山本卯三郎や官庁の雇い大工として勤務。1901年に建築請負業「大星組」として独立。但し、個人施主の受注はせず、官公庁工事や企業工事を専門とした。札幌区立札幌東北尋常小学校新築工事（1909年竣工）、創成小学校校舎改築工事（1909年竣工）、札幌区立豊水尋常高等小学校校舎改修工事（1911年竣工）、札幌市公会堂（1922年竣工）を手掛け、特に、北海道鉄道管理局庁舎（1915年竣工）は当時名建築と言わしめた。北海道帝國大学施設も手掛け、北海道帝國大学工学部校舎の六角堂や白堊堂（何れも1923年竣工）。北海道帝國大学理学部校舎（1929年竣工）。しかし、当該理学部校舎が予想以上に材料費がかさみ、大損。昭和金融恐慌や昭和恐慌の不景気も相まって、業績が落ち込み、1931年に廃業。
1916年札幌土木建築請負業者組合の創立に参画し、同評議員。1922年の北海道土木建築請負業者聯合会の設立にも参画した。
その後は、新開新太郎や菅原鉄三郎と共に三木株式会社を創設し製材業をしていたという。その製材事業は子息・大星真一が丸三弘安製材所として引き継いだという。
兄に大星鶴松、親族にNTTドコモ会長の大星公二がいる。

## エピソード
1931年に廃業した際に、今まで世話をした下請業者や建築材料業者などを料亭に集め、別れの宴を開いたといい、粋な計らいをする性分の持ち主だったとされる。また、「自分も父と同じく廃業の道を辿る事になった」と述べたという。